# U-609
| U-609                      | U-609                                                          | U-609                                                          |
| -------------------------- | -------------------------------------------------------------- | -------------------------------------------------------------- |
|                            |                                                                |                                                                |
|                            |                                                                |                                                                |
|                            |                                                                |                                                                |
| Під прапором               | Третій рейх                                                    | Третій рейх                                                    |
| Спуск на воду              | 23 грудня 1941 року                                            | 23 грудня 1941 року                                            |
| Виведений зі складу флоту  | 6 лютого 1943 року                                             | 6 лютого 1943 року                                             |
| Сучасний статус            | затоплений                                                     | затоплений                                                     |
| Проєкт                     |                                                                |                                                                |
| Тип ПЧ                     | Торпедний ДПЧ                                                  | Торпедний ДПЧ                                                  |
| Основні характеристики     |                                                                |                                                                |
| Швидкість (надводна)       | 17,7 вузлів                                                    | 17,7 вузлів                                                    |
| Швидкість (підводна)       | 7,6 вузлів                                                     | 7,6 вузлів                                                     |
| Робоча глибина занурення   | 100 м                                                          | 100 м                                                          |
| Гранична глибина занурення | 220 м                                                          | 220 м                                                          |
| Екіпаж                     | 44 осіб                                                        | 44 осіб                                                        |
| Розміри                    |                                                                |                                                                |
| Довжина найбільша (по КВЛ) | 67,1 м                                                         | 67,1 м                                                         |
| Ширина корпусу найб.       | 6,2 м                                                          | 6,2 м                                                          |
| Висота                     | 9,6 м                                                          | 9,6 м                                                          |
| Середня осадка (по КВЛ)    | 4,70 м                                                         | 4,70 м                                                         |
| Водотоннажність надводна   | 769 т                                                          | 769 т                                                          |
| Озброєння                  |                                                                |                                                                |
| Артилерія                  | одна палубна гармата калібру 88-мм, одна 20-мм зенітна гармата | одна палубна гармата калібру 88-мм, одна 20-мм зенітна гармата |
| Торпедно- мінне озброєння  | 4 носових і один кормовий ТА. 14 торпед або 26 мін             | 4 носових і один кормовий ТА. 14 торпед або 26 мін             |

U-609 — німецький підводний човен типу VIIC, часів  Другої світової війни.
Замовлення на будівництво човна було віддане 22 травня 1940 року. Човен був закладений на верфі суднобудівної компанії «Blohm + Voss» у Гамбурзі 7 квітня 1941 року під будівельним номером 585, спущений на воду 23 грудня 1941 року, 12 лютого 1942 року увійшов до складу 5-ї флотилії. Також за час служби перебував у складі 6-ї флотилії. Єдиним командиром човна був капітан-лейтенант Клаус Рудлофф.
Човен зробив 4 бойових походи, в яких потопив 2 (загальна водотоннажність 10 288 брт) судна.
Потоплений 6 лютого 1943 року в Північній Атлантиці південно-східніше мису Фарвель (54°56′ пн. ш. 28°11′ зх. д. / 54.933° пн. ш. 28.183° зх. д.) глибинними бомбами французького корвета Лобелія. Всі 47 членів екіпажу загинули.

## Потоплені та пошкоджені кораблі[3]
| Назва      | Тип           | Належність | Дата           | Тоннаж (БРТ) | Вантаж | Статус    | Місце                                                       |
| Capira     | торгове судно | Панама     | 31 серпня 1942 | 5 625        | Генеральні вантажі, включаючи вантажівки, трактори, сталеві листи, бульдозери та 250 мішків американської пошти | потоплено | 55°57′ пн. ш. 24°55′ зх. д. / 55.950° пн. ш. 24.917° зх. д. |
| Bronxville | торгове судно | Норвегія   | 31 серпня 1942 | 4 663        | Генеральні вантажі, включно з 531 т вибухівки                                                                   | потоплено | 57°13′ пн. ш. 33°40′ зх. д. / 57.217° пн. ш. 33.667° зх. д. |